# Helen Huang
Helen Huang (黄海伦; Ibaraki, ottobre 1982) è una pianista giapponese classica, bambina prodigio della musica. Ha iniziato lo studio del pianoforte nel 1987, facendo esibizioni e tour con importanti orchestre sinfoniche..

## Biografia
Helen Huang è nata a Ibaraki, in Giappone, da genitori taiwanesi nel 1982. La sua famiglia si trasferì negli Stati Uniti nel 1985 e la Huang iniziò i suoi studi di pianoforte nel 1987. Ha frequentato la Manhattan School of Music e quindi la Juilliard School, dove ha studiato con la pianista israeliana Yoheved Kaplinsky, diplomandosi nel 2004.
Helen Huang ha debuttato con una grande orchestra sinfonica all'età di 8 anni, quando si esibì con la Orchestra di Filadelfia. Ha continuato ad esibirsi nel dicembre 1992 con la New York Philharmonic sotto la direzione di Kurt Masur, con il quale ha continuato a mantenere una stretta collaborazione.
La Huang ha suonato con diverse importanti orchestre, tra cui l'Orchestra di Cleveland, la National Symphony Orchestra, la New York Philharmonic, la Orchestra di Filadelfia, la Saint Louis Symphony, l'Orchestra del Gewandhaus di Lipsia e la London Philharmonic Orchestra. Ha fatto un tour con la New York Philharmonic (nel 1998 e di nuovo nel 1999), con la Orchestra Sinfonica di Pittsburgh (1998-99) e con la Wiener Kammerorchester.
È stata membro di facoltà della Juilliard School dal 2008.

## Premi
La Huang è destinataria di numerosi premi tra cui la gara di concerto della Manhattan School of Music (1992); il premio Martin Segal E. (1994); e l'Avery Fisher Career Grant (1995).

## Discografia
Introduzione di Helen Huang (1995)
- Beethoven, Concerto per pianoforte e orchestra n. 1 in C major, Op. 15
- Mozart, Concerto per pianoforte e orchestra n. 23 in A major, K. 488

Helen Huang: Per Ragazzi (1996)
- Villa-Lobos, A Prole do bebê (8), suite for piano, Book 1 ("A família do bebê"), A. 140
- Debussy, Children's Corner, suite per pianoforte (o orchestra), L. 113
- Mozart, Variazioni su "Ah vous dirai-je, Maman", per pianoforte in do maggiore, K. 265 (K. 300e)
- Mendelssohn, Songs without Words per pianoforte n. 34 in do maggiore ("Spinnerlied"), Op. 67/4
- Schumann, Kinderszenen (Scene dell'Infanzia) per pianoforte, Op. 15
- Liszt, Gnomenreigen, per pianoforte (Zwei Konzertetüden No. 2), S. 145/2 (LW A218/2)

Helen Huang (1998)
- Mozart, Concerto per pianoforte e orchestra n. 21 in do maggiore ("Elvira Madigan") K. 467
- Mendelssohn, Concerto per pianoforte e orchestra n. 1 in sol minore, Op. 25
- Mendelssohn, Capriccio brillant  per pianoforte e orchestra in si minore, Op. 22

Georg Tintner: Sonata per Violino; Lavori per Pianoforte (con Cho-Liang Lin, violino) (2007)
- Tintner, Sonata per violino e pianoforte
- Tintner, Variazioni su un tema di Chopin, per pianoforte
- Tintner, Sehnsucht (Longing), preludio per pianoforte
- Tintner, Auf den Tod eines Freundes (Per la morte di un amico), per pianoforte
- Tintner, Sonata per pianoforte in fa minore
- Tintner, Fuga per pianoforte in sol maggiore (Allegro)
- Tintner, Fuga per pianoforte in do minore (Bewegt)
- Tintner, Trauermusik (Musica Tragica), per pianoforte